# Diocesi di Itumbiara
La diocesi di Itumbiara (in latino: Dioecesis Itumbiarensis) è una sede della Chiesa cattolica in Brasile suffraganea dell'arcidiocesi di Goiânia. Nel 2021 contava 204.000 battezzati su 329.000 abitanti. È retta dal vescovo José Aparecido Gonçalves de Almeida.

## Territorio
La diocesi comprende 17 comuni nella parte sud-orientale dello stato brasiliano di Goiás: Itumbiara, Água Limpa, Bom Jesus de Goiás, Buriti Alegre, Cachoeira Dourada, Cromínia, Edéia, Goiatuba, Inaciolândia, Joviânia, Morrinhos, Panamá, Piracanjuba, Pontalina, Porteirão, Professor Jamil e Vicentinópolis.
Sede vescovile è la città di Itumbiara, dove si trova la cattedrale di Santa Rita da Cascia.
Il territorio si estende su una superficie di 21.151 km² ed è suddiviso in 26 parrocchie.

## Storia
La diocesi è stata eretta l'11 ottobre 1966 con la bolla De animarum utilitate di papa Paolo VI, ricavandone il territorio dall'arcidiocesi di Goiânia.

## Cronotassi dei vescovi
Si omettono i periodi di sede vacante non superiori ai 2 anni o non storicamente accertati.
- José Francisco Versiani Velloso † (27 ottobre 1966 - 17 maggio 1972 deceduto)
- José de Lima † (13 aprile 1973 - 7 giugno 1981 nominato vescovo di Sete Lagoas)
- José Belvino do Nascimento † (27 giugno 1981 - 6 febbraio 1987 nominato vescovo coadiutore di Patos de Minas)
- José Carlos Castanho de Almeida † (5 settembre 1987 - 23 marzo 1994 nominato vescovo di Araçatuba)
- Celso Pereira de Almeida, O.P. † (25 gennaio 1995 - 6 maggio 1998 dimesso)
- Antônio Lino da Silva Dinis † (24 febbraio 1999 - 1º dicembre 2013 deceduto)
- Antônio Fernando Brochini, C.S.S. † (15 ottobre 2014 - 13 luglio 2023 ritirato)
- José Aparecido Gonçalves de Almeida, dal 13 luglio 2023

## Statistiche
La diocesi nel 2021 su una popolazione di 329.000 persone contava 204.000 battezzati, corrispondenti al 62,0% del totale.
| anno | popolazione | popolazione | popolazione | presbiteri | presbiteri | presbiteri | presbiteri                | diaconi | religiosi | religiosi | parrocchie |
| anno | battezzati  | totale      | %           | numero     | secolari   | regolari   | battezzati per presbitero | diaconi | uomini    | donne     | parrocchie |
| ---- | ----------- | ----------- | ----------- | ---------- | ---------- | ---------- | ------------------------- | ------- | --------- | --------- | ---------- |
| 1966 | ?           | 203.535     | ?           | 14         | 3          | 11         | ?                         |         |           |           | 6          |
| 1970 | 236.000     | 260.000     | 90,8        | 20         | 4          | 16         | 11.800                    | 2       | 17        | 30        | 8          |
| 1976 | 260.000     | 331.000     | 78,5        | 32         | 14         | 18         | 8.125                     | 2       | 24        | 44        | 16         |
| 1980 | 293.000     | 355.000     | 82,5        | 22         | 6          | 16         | 13.318                    | 1       | 29        | 42        | 17         |
| 1990 | 366.000     | 413.000     | 88,6        | 20         | 10         | 10         | 18.300                    |         | 11        | 42        | 19         |
| 1999 | 230.000     | 266.000     | 86,5        | 24         | 14         | 10         | 9.583                     | 2       | 10        | 13        | 22         |
| 2000 | 277.400     | 292.928     | 94,7        | 29         | 15         | 14         | 9.565                     | 3       | 14        | 23        | 22         |
| 2001 | 256.000     | 270.968     | 94,5        | 30         | 16         | 14         | 8.533                     | 3       | 14        | 19        | 22         |
| 2002 | 260.000     | 273.968     | 94,9        | 27         | 15         | 12         | 9.629                     | 3       | 12        | 24        | 22         |
| 2003 | 252.521     | 280.578     | 90,0        | 28         | 15         | 13         | 9.018                     | 3       | 17        | 25        | 22         |
| 2004 | 221.038     | 283.383     | 78,0        | 27         | 14         | 13         | 8.186                     | 3       | 17        | 24        | 22         |
| 2006 | 216.000     | 288.000     | 75,0        | 26         | 16         | 10         | 8.307                     | 3       | 11        | 27        | 22         |
| 2013 | 244.000     | 313.000     | 78,0        | 28         | 17         | 11         | 8.714                     | 2       | 11        | 15        | 25         |
| 2016 | 230.661     | 320.363     | 72,0        | 30         | 17         | 13         | 7.688                     | 3       | 14        | 10        | 25         |
| 2019 | 234.170     | 325.512     | 71,9        | 30         | 16         | 14         | 7.805                     | 15      | 14        | 6         | 26         |
| 2021 | 204.000     | 329.000     | 62,0        | 32         | 18         | 14         | 6.375                     | 15      | 16        | 6         | 26         |